# Steve Ittershagen

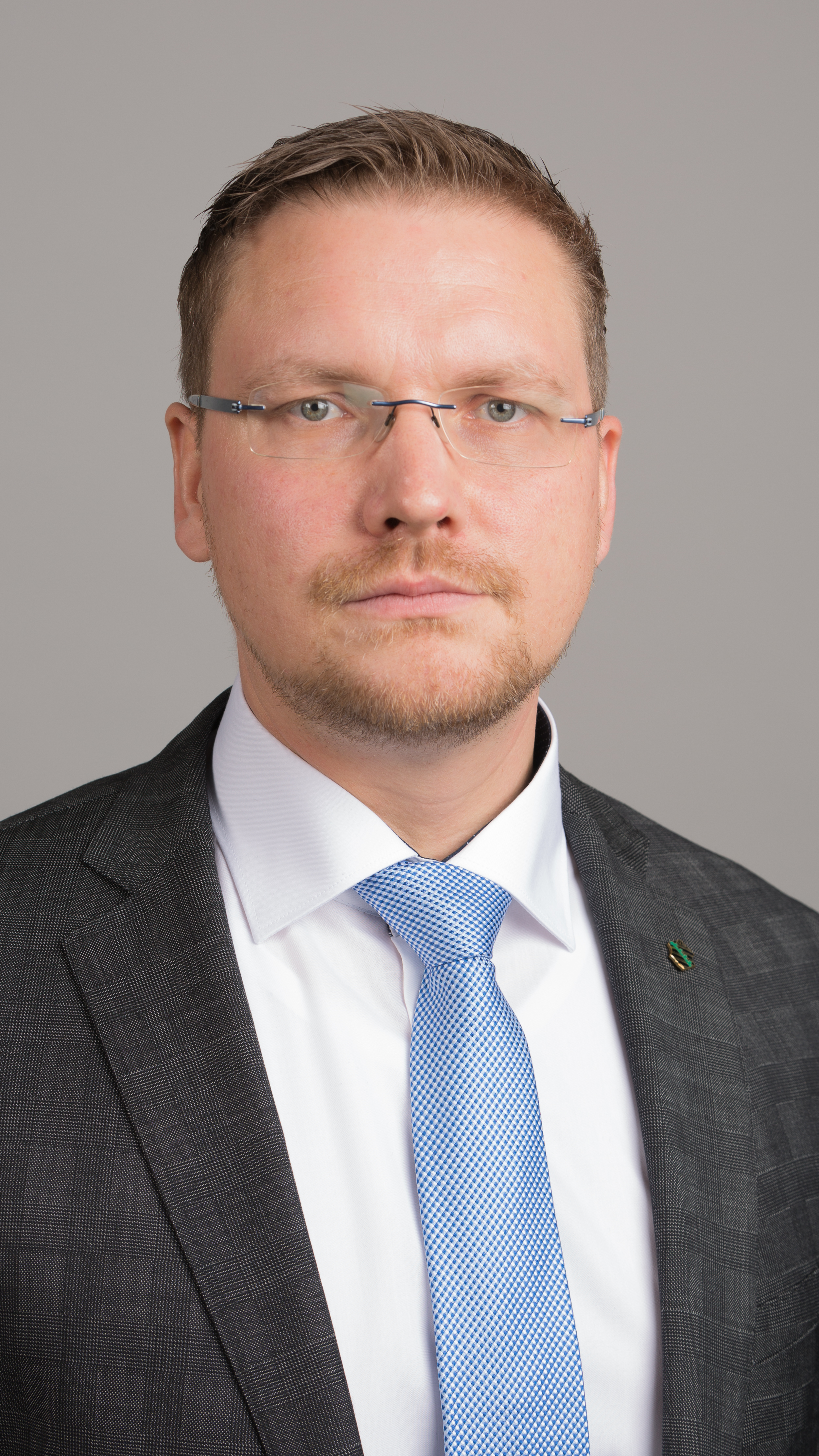
Steve Ittershagen, 2016

Steve Johannes Ittershagen (* 27. November 1976 in Freiberg) ist ein deutscher Politiker (CDU).

## Werdegang
Ittershagen erlangte 1996 das Abitur und 2004 den Magister Artium für  Politikwissenschaft und Geschichte an der TU Dresden. Von 1999 bis 2001 arbeitete er für das Sächsische Staatsministerium des Innern. Anschließend war er bis 2004 Wissenschaftlicher Mitarbeiter beim Deutschen Bundestag. Seit 2005 war er als Abteilungsleiter Personal/Organisation für die Eisenbahn-Bau- und Betriebsgesellschaft Pressnitztalbahn mbH tätig.
Ittershagen trat 1994 in die Junge Union Sachsen-Niederschlesien ein. 1995 wurde er Mitglied der CDU. 2009 erlangte er einen Sitz im Stadtrat von Freiberg und wurde stellvertretender Vorsitzender der CDU-Stadtratsfraktion. 2014 wurde er erneut zum Freiberger Stadtrat gewählt. Seit 2012 ist er Ortsvorsteher des Ortsteils Zug.
Bei der Landtagswahl in Sachsen 2014 gewann Ittershagen mit 42,2 Prozent der abgegebenen Direktstimmen das Direktmandat im Wahlkreis Mittelsachsen 2. Er war Mitglied in den Ausschüssen Schule und Sport, für Wissenschaft und Hochschule, Kultur und Medien sowie Obmann im NSU-Untersuchungsausschuss. Zudem war Ittershagen Mitglied im Fraktionsvorstand sowie neben den sich aus den Ausschüssen ergebenen Arbeitskreisen im Arbeitskreis Wirtschaft, Arbeit und Verkehr.
Bei den Landtagswahlen 2019 unterlag er dem AfD-Direktkandidaten Rolf Weigand und gehörte dem Landtag somit anschließend nicht mehr an.
Ittershagen gehört zu den CDU-Politikern, die den Beschluss der Bundes-CDU gegen jegliche Formen der Zusammenarbeit mit der AfD kritisiert haben.
Er ist Geschäftsführer des Vereins Welterbe Montanregion Erzgebirge e.V.